# Domjevin

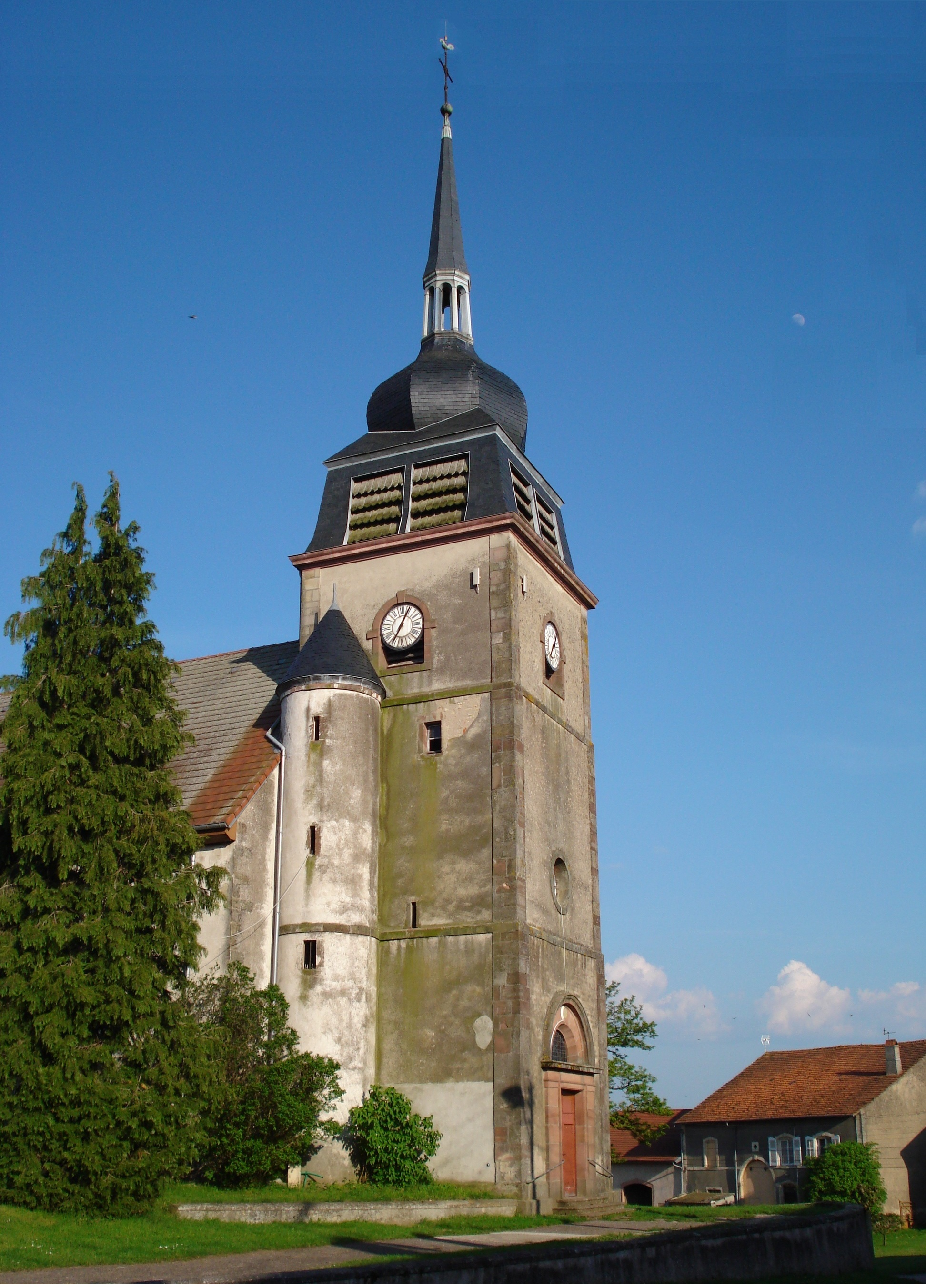
Kościół z XVIII wieku w Domjevin (2010)

Domjevin – miejscowość i gmina we Francji, w regionie Grand Est, w departamencie Meurthe i Mozela.
Według danych na rok 1990 gminę zamieszkiwało 230 osób, a gęstość zaludnienia wynosiła 22 osób/km² (wśród 2335 gmin Lotaryngii Domjevin plasuje się na 815. miejscu pod względem liczby ludności, natomiast pod względem powierzchni na miejscu 574.).

## Populacja

Populacja Domjevin w latach 1962–2008